# Medallistas Olímpicos en Lucha libre
Tabla de medallas de oro, plata y bronce de la Lucha libre olímpica en los Juegos Olímpicos desde su primera edición en 1896, en cada una de las pruebas que forman parte del torneo.
- Para la lucha grecorromana ver Medallistas Olímpicos en Lucha grecorromana.

## Programa vigente

### Hombres

#### Peso gallo
- 56.70 kg: 1904
- 54 kg: 1908
- 56 kg: 1924–1936
- 57 kg: 1948–1996
- 58 kg: 2000
- 55 kg: 2004–2012
- 57 kg: 2016–presente

| Edición             | Oro                                        | Plata                                      | Bronce                                                      |
| ------------------- | ------------------------------------------ | ------------------------------------------ | ----------------------------------------------------------- |
| St. Louis 1904      | Isidor Niflot · Estados Unidos             | August Wester · Estados Unidos             | Louis Strebler · Estados Unidos                             |
| Londres 1908        | George Mehnert · Estados Unidos            | William Press · Reino Unido                | Aubert Côté · Canadá                                        |
| 1912–1920           | Prueba no incluida en el programa olímpico | Prueba no incluida en el programa olímpico | Prueba no incluida en el programa olímpico                  |
| París 1924          | Kustaa Pihlajamäki · Finlandia             | Kaarlo Mäkinen · Finlandia                 | Bryan Hines · Estados Unidos                                |
| Ámsterdam 1928      | Kaarlo Mäkinen · Finlandia                 | Edmond Spapen · Bélgica                    | James Trifunov · Canadá                                     |
| Los Ángeles 1932    | Robert Pearce · Estados Unidos             | Ödön Zombori · Hungría                     | Aatos Jaskari · Finlandia                                   |
| Berlín 1936         | Ödön Zombori · Hungría                     | Ross Flood · Estados Unidos                | Johannes Herbert · Alemania                                 |
| Londres 1948        | Nasuh Akar · Turquía                       | Gerald Leeman · Estados Unidos             | Charles Kouyos · Francia                                    |
| Helsinki 1952       | Shohachi Ishii · Japón                     | Rashid Mamedbekov · Unión Soviética        | Khashaba Dadasaheb Jadhav · India                           |
| Melbourne 1956      | Mustafa Dağıstanlı · Turquía               | Mehdi Yaghoubi · Irán                      | Mikhail Shakhov · Unión Soviética                           |
| Roma 1960           | Terrence McCann · Estados Unidos           | Nezhdet Zalev · Bulgaria                   | Tadeusz Trojanowski · Polonia                               |
| Tokio 1964          | Yojiro Uetake · Japón                      | Hüseyin Akbaş · Turquía                    | Aidyn Ibraguimov · Unión Soviética                          |
| México 1968         | Yojiro Uetake México 1968                  | Donald Behm México 1968                    | Aboutaleb Talebi México 1968                                |
| Múnich 1972         | Hideaki Yanagida · Japón                   | Richard Sanders · Estados Unidos           | László Klinga · Hungría                                     |
| Montreal 1976       | Vladimir Yumin · Unión Soviética           | Hans-Dieter Brüchert · Alemania Oriental   | Masao Arai · Japón                                          |
| Moscú 1980          | Sergei Beloglazov · Unión Soviética        | Li Ho-Pyong · Corea del Norte              | Dugarsürengiin Oyuunbold · Mongolia                         |
| Los Ángeles 1984    | Hideaki Tomiyama · Japón                   | Barry Davis · Estados Unidos               | Kim Eui-Kon · Corea del Sur                                 |
| Seúl 1988           | Sergei Beloglazov · Unión Soviética        | Askari Mohammadian · Irán                  | Noh Kyung-Sun · Corea del Sur                               |
| Barcelona 1992      | Alejandro Puerto · Cuba                    | Sergey Smal · Equipo Unificado             | Kim Yong-sik · Corea del Norte                              |
| Atlanta 1996        | Kendall Cross · Estados Unidos             | Guivi Sissaouri · Canadá                   | Ri Yong-sam · Corea del Norte                               |
| Sídney 2000         | Alireza Dabir · Irán                       | Yevhen Buslovych · Ucrania                 | Terry Brands · Estados Unidos                               |
| Atenas 2004         | Mavlet Batirov · Rusia                     | Stephen Abas · Estados Unidos              | Chikara Tanabe · Japón                                      |
| Beijing 2008        | Henry Cejudo · Estados Unidos              | Tomohiro Matsunaga · Japón                 | Radoslav Velikov · BulgariaBesik Kudukhov · Rusia           |
| Londres 2012        | Dzhamal Otarsultanov · Rusia               | Vladimer Khinchegashvili · Georgia         | Shinichi Yumoto · JapónYang Kyong-il · Corea del Norte      |
| Río de Janeiro 2016 | Vladimer Khinchegashvili · Georgia         | Rei Higuchi · Japón                        | Haji Aliyev · AzerbaiyánHasan Rahimi · Irán                 |
| Tokio 2020          | Zaur Uguev · ROC                           | Ravi Kumar · India                         | Nurislam Sanayev · KazajistánThomas Gilman · Estados Unidos |
| París 2024          | Rei Higuchi · Japón                        | Spencer Lee · Estados Unidos               | Aman Sehrawat · IndiaGʻulomjon Abdullayev · Uzbekistán      |

#### Peso ligero
- −65.77 kg (1904)
- −66.6 kg (1908)
- −67.5 kg (1920–1936)
- −67 kg (1948–1960)
- −70 kg (1964–1968)
- −68 kg (1972–1996)
- −69 kg (2000)
- −66 kg (2004–2012)
- −65 kg (2016–presente)

| Edición             | Oro                                        | Plata                                      | Bronce                                                |
| ------------------- | ------------------------------------------ | ------------------------------------------ | ----------------------------------------------------- |
| St. Louis 1904      | Otto Roehm · Estados Unidos                | Rudolph Tesing · Estados Unidos            | Albert Zirkel · Estados Unidos                        |
| Londres 1908        | George de Relwyskow · Reino Unido          | William Wood · Reino Unido                 | Albert Gingell · Reino Unido                          |
| Estocolmo 1912      | Prueba no incluida en el programa olímpico | Prueba no incluida en el programa olímpico | Prueba no incluida en el programa olímpico            |
| Amberes 1920        | Kalle Anttila · Finlandia                  | Gottfrid Svensson · Suecia                 | Peter Wright · Reino Unido                            |
| París 1924          | Russell Vis · Estados Unidos               | Volmar Wikström · Finlandia                | Arvo Haavisto · Finlandia                             |
| Ámsterdam 1928      | Osvald Käpp · Estonia                      | Charles Pacôme · Francia                   | Eino Leino · Finlandia                                |
| Los Ángeles 1932    | Charles Pacôme · Francia                   | Károly Kárpáti · Hungría                   | Gustaf Klarén · Suecia                                |
| Berlín 1936         | Károly Kárpáti · Hungría                   | Wolfgang Ehrl · Alemania                   | Hermanni Pihlajamäki · Finlandia                      |
| Londres 1948        | Celal Atik · Turquía                       | Gösta Frändfors · Suecia                   | Hermann Baumann · Suiza                               |
| Helsinki 1952       | Olle Anderberg · Suecia                    | Jay Thomas Evans · Estados Unidos          | Yahanbajt Tofig · Irán                                |
| Melbourne 1956      | Emam-Ali Habibi · Irán                     | Shigeru Kasahara · Japón                   | Alimbeg Bestayev · Unión Soviética                    |
| Roma 1960           | Shelby Wilson · Estados Unidos             | Vladimir Synyavsky · Unión Soviética       | Enyu Valchev · Bulgaria                               |
| Tokio 1964          | Enyu Valchev · Bulgaria                    | Klaus Rost · Equipo Alemán Unificado       | Iwao Horiuchi · Japón                                 |
| México 1968         | Abdollah Movahed · Irán                    | Enyu Valchev · Bulgaria                    | Danzandarjaagiin Sereeter · Mongolia                  |
| Múnich 1972         | Dan Gable · Estados Unidos                 | Kikuo Wada · Japón                         | Ruslan Ashuraliyev · Unión Soviética                  |
| Montreal 1976       | Pavel Pinigin · Unión Soviética            | Lloyd Keaser · Estados Unidos              | Yasaburo Sugawara · Japón                             |
| Moscú 1980          | Saipula Absaidov · Unión Soviética         | Ivan Yankov · Bulgaria                     | Šaban Sejdi · Yugoslavia                              |
| Los Ángeles 1984    | You In-Tak · Corea del Sur                 | Andrew Rein · Estados Unidos               | Jukka Rauhala · Finlandia                             |
| Seúl 1988           | Arsen Fadzayev · Unión Soviética           | Park Jang-Soon · Corea del Sur             | Nate Carr · Estados Unidos                            |
| Barcelona 1992      | Arsen Fadzayev · Equipo Unificado          | Valentin Guetsov · Bulgaria                | Kosei Akaishi · Japón                                 |
| Atlanta 1996        | Vadim Boguiyev · Rusia                     | Townsend Saunders · Estados Unidos         | Zaza Zazirov · Ucrania                                |
| Sídney 2000         | Daniel Igali · Canadá                      | Arsen Gitinov · Rusia                      | Lincoln McIlravy · Estados Unidos                     |
| Atenas 2004         | Elbrus Tedeyev · Ucrania                   | Jamill Kelly · Estados Unidos              | Makhach Murtazaliev · Rusia                           |
| Beijing 2008        | Ramazan Şahin · Turquía                    | Andriy Stadnik · Ucrania                   | Otar Tushishvili · GeorgiaSushil Kumar · India        |
| Londres 2012        | Tatsuhiro Yonemitsu · Japón                | Sushil Kumar · India                       | Liván López · CubaAkzhurek Tanatarov · Kazajistán     |
| Río de Janeiro 2016 | Soslan Ramonov · Rusia                     | Toghrul Asgarov · Azerbaiyán               | Frank Chamizo · ItaliaIkhtiyor Navruzov · Uzbekistán  |
| Tokio 2020          | Takuto Otoguro · Japón                     | Haji Aliyev · Azerbaiyán                   | Bajrang Punia · IndiaGadzhimurad Rashidov · ROC       |
| París 2024          | Kotaro Kiyooka · Japón                     | Rahman Amuzad · Irán                       | Sebastián Rivera · Puerto RicoIslam Dudayev · Albania |

#### Peso welter
- −71.67 kg (1904)
- −72 kg (1924–1936)
- −73 kg (1948–1960)
- −78 kg (1964–1968)
- −74 kg (1972–1996)
- −76 kg (2000)
- −74 kg (2004–presente)

| Edición             | Oro                                        | Plata                                      | Bronce                                                       |
| ------------------- | ------------------------------------------ | ------------------------------------------ | ------------------------------------------------------------ |
| St. Louis 1904      | Charles Ericksen Estados Unidos            | William Beckmann Estados Unidos            | Jerry Winholtz Estados Unidos                                |
| 1908–1920           | Prueba no incluida en el programa olímpico | Prueba no incluida en el programa olímpico | Prueba no incluida en el programa olímpico                   |
| París 1924          | Hermann Gehri · Suiza                      | Eino Leino · Finlandia                     | Otto Müller · Suiza                                          |
| Ámsterdam 1928      | Arvo Haavisto · Finlandia                  | Lloyd Appleton Estados Unidos              | Maurice Letchford · Canadá                                   |
| Los Ángeles 1932    | Jack van Bebber Estados Unidos             | Daniel MacDonald · Canadá                  | Eino Leino · Finlandia                                       |
| Berlín 1936         | Frank Lewis Estados Unidos                 | Thure Andersson · Suecia                   | Joseph Schleimer · Canadá                                    |
| Londres 1948        | Yaşar Doğu Turquía                         | Richard Garrard Australia                  | Leland Merrill Estados Unidos                                |
| Helsinki 1952       | William Smith Estados Unidos               | Per Berlin · Suecia                        | Abdollah Mojtabavi Irán                                      |
| Melbourne 1956      | Mitsuo Ikeda Japón                         | İbrahim Zengin Turquía                     | Vakhtang Balavadze Unión Soviética                           |
| Roma 1960           | Douglas Blubaugh Estados Unidos            | İsmail Ogan Turquía                        | Muhammad Bashir Pakistán                                     |
| Tokio 1964          | İsmail Ogan Turquía                        | Guram Sagaradze Unión Soviética            | Mohammad Ali Sanatkaran Irán                                 |
| México 1968         | Mahmut Atalay Turquía                      | Daniel Robin Francia                       | Tömöriin Artag Mongolia                                      |
| Múnich 1972         | Wayne Wells Estados Unidos                 | Jan Karlsson · Suecia                      | Adolf Seger Alemania Occidental                              |
| Montreal 1976       | Jiichiro Date Japón                        | Mansour Barzegar Irán                      | Stanley Dziedzic Estados Unidos                              |
| Moscú 1980          | Valentin Raychev Bulgaria                  | Jamtsyn Davaajav Mongolia                  | Dan Karabin Checoslovaquia                                   |
| Los Ángeles 1984    | David Schultz Estados Unidos               | Martin Knosp Alemania Occidental           | Šaban Sejdi Yugoslavia                                       |
| Seúl 1988           | Kenny Monday Estados Unidos                | Adlan Varayev Unión Soviética              | Rajmat Sofiadi Bulgaria                                      |
| Barcelona 1992      | Park Jang-soon Corea del Sur               | Kenny Monday Estados Unidos                | Amir Reza Khadem Irán                                        |
| Atlanta 1996        | Buvaisar Saitiev · Rusia                   | Park Jang-soon Corea del Sur               | Takuya Ota Japón                                             |
| Sídney 2000         | Brandon Slay Estados Unidos                | Moon Eui-jae Corea del Sur                 | Adem Bereket Turquía                                         |
| Atenas 2004         | Buvaisar Saitiev · Rusia                   | Gennadiy Laliyev · Kazajistán              | Iván Fundora · Cuba                                          |
| Beijing 2008        | Buvaisar Saitiev · Rusia                   | Murad Gaidarov · Bielorrusia               | Kiril Terziev · Bulgaria Gheorghiță Ștefan · Rumania         |
| Londres 2012        | Jordan Burroughs · Estados Unidos          | Sadeg Gudarzi · Irán                       | Gábor Hatos · Hungría Denis Tsargush · Rusia                 |
| Río de Janeiro 2016 | Hasan Yazdani · Irán                       | Aniuar Gueduyev · Rusia                    | Jabrayil Hasanov · Azerbaiyán Soner Demirtaş · Turquía       |
| Tokio 2020          | Zaurbek Sidakov · ROC                      | Mahamedjabib Kadzimahamedau · Bielorrusia  | Kyle Dake · Estados Unidos Bekzod Abdurakhmonov · Tokio 2020 |
| París 2024          | Razambek Jamalov · Uzbekistán              | Daichi Takatani · Japón                    | Kyle Dake · Estados Unidos Chermen Valiev · Albania          |

#### Peso medio
- −73 kg (1908)
- −75 kg (1920)
- −75 kg (1924–1960)
- −87 kg (1964–1968)
- −82 kg (1972–1996)
- −85 kg (2000)
- −84 kg (2004–2012)
- −86 kg (2016–presente)

| Edición             | Oro                                        | Plata                                      | Bronce                                                   |
| ------------------- | ------------------------------------------ | ------------------------------------------ | -------------------------------------------------------- |
| Londres 1908        | Stanley Bacon Reino Unido                  | George de Relwyskow Reino Unido            | Frederick Beck Reino Unido                               |
| Estocolmo 1912      | Prueba no incluida en el programa olímpico | Prueba no incluida en el programa olímpico | Prueba no incluida en el programa olímpico               |
| Amberes 1920        | Eino Leino · Finlandia                     | Väinö Penttala · Finlandia                 | Charles Johnson Estados Unidos                           |
| París 1924          | Fritz Hagmann · Suiza                      | Pierre Ollivier · Bélgica                  | Vilho Pekkala · Finlandia                                |
| Ámsterdam 1928      | Ernst Kyburz · Suiza                       | Donald Stockton · Canadá                   | Samuel Rabin Reino Unido                                 |
| Los Ángeles 1932    | Ivar Johansson · Suecia                    | Kyösti Luukko · Finlandia                  | József Tunyogi · Hungría                                 |
| Berlín 1936         | Émile Poilvé Francia                       | Richard Voliva Estados Unidos              | Ahmet Kireççi Turquía                                    |
| Londres 1948        | Glen Brand Estados Unidos                  | Adil Candemir Turquía                      | Erik Lindén · Suecia                                     |
| Helsinki 1952       | David Tsimakuridze Unión Soviética         | Gholamreza Takhti Irán                     | György Gurics · Hungría                                  |
| Melbourne 1956      | Nikola Stanchev Bulgaria                   | Daniel Hodge Estados Unidos                | Georgi Skhirtladze Unión Soviética                       |
| Roma 1960           | Hasan Güngör Turquía                       | Georgy Skhirtladze Unión Soviética         | Hans Antonsson · Suecia                                  |
| Tokio 1964          | Prodan Gardzhev Bulgaria                   | Hasan Güngör Turquía                       | Daniel Brand Estados Unidos                              |
| México 1968         | Boris Gurevich Unión Soviética             | Jigjidiin Mönkhbat Mongolia                | Prodan Gardzhev Bulgaria                                 |
| Múnich 1972         | Levan Tediashvili Unión Soviética          | John Peterson Estados Unidos               | Vasile Iorga · Rumania                                   |
| Montreal 1976       | John Peterson Estados Unidos               | Viktor Novozhilov Unión Soviética          | Adolf Seger Alemania Occidental                          |
| Moscú 1980          | Ismail Abilov Bulgaria                     | Magomedkhan Aratsilov Unión Soviética      | István Kovács · Hungría                                  |
| Los Ángeles 1984    | Mark Schultz Estados Unidos                | Hideyuki Nagashima Japón                   | Christopher Rinke · Canadá                               |
| Seúl 1988           | Han Myung-woo Corea del Sur                | Necmi Gençalp Turquía                      | Jozef Lohyňa Checoslovaquia                              |
| Barcelona 1992      | Kevin Jackson Estados Unidos               | Elmadi Zhabrailov · Equipo Unificado       | Rasoul Khadem Irán                                       |
| Atlanta 1996        | Khadzhimurad Magomedov · Rusia             | Yang Hyun-Mo Corea del Sur                 | Amir Reza Khadem Irán                                    |
| Sídney 2000         | Adam Saitiev · Rusia                       | Yoel Romero · Cuba                         | Mogamed Ibraguimov Macedonia del Norte                   |
| Atenas 2004         | Cael Sanderson Estados Unidos              | Moon Eui-jae Corea del Sur                 | Sazhid Sazhidov · Rusia                                  |
| Beijing 2008        | Revaz Mindorashvili · Georgia              | Yusup Abdusalomov · Tayikistán             | Gueorgui Ketoyev · Rusia Taras Danko · Ucrania           |
| Londres 2012        | Sharif Sharifov · Azerbaiyán               | Jaime Espinal · Puerto Rico                | Dato Marsaguishvili · Georgia Ehsan Lashgari · Irán      |
| Río de Janeiro 2016 | Abdulrashid Sadulayev · Rusia              | Selim Yaşar · Turquía                      | Sharif Sharifov · Azerbaiyán J'den Cox · Estados Unidos  |
| Tokio 2020          | David Taylor · Estados Unidos              | Hasan Yazdani · Irán                       | Artur Naifonov · ROC Myles Amine · San Marino            |
| París 2024          | Magomed Ramazanov · Bulgaria               | Hasan Yazdani · Irán                       | Aaron Brooks · Estados Unidos Dauren Kurugliyev · Grecia |

#### Peso pesado
- +71.67 kg (1904)
- +73 kg (1908)
- +82.5 kg (1920)
- +87 kg (1924–1960)
- +97 kg  (1964–1968)
- −100 kg (1972–1996)
- −97 kg (2000)
- −96 kg (2004–2012)
- −97 kg (2016–presente)

| Edición             | Oro                                         | Plata                                      | Bronce                                                      |
| ------------------- | ------------------------------------------- | ------------------------------------------ | ----------------------------------------------------------- |
| St. Louis 1904      | Bernhoff Hansen Estados Unidos              | Frank Kugler Estados Unidos                | Fred Warmbold Estados Unidos                                |
| Londres 1908        | Con O'Kelly Reino Unido                     | Jacob Gundersen · Noruega                  | Edward Barrett Reino Unido                                  |
| Estocolmo 1912      | Prueba no incluida en el programa olímpico  | Prueba no incluida en el programa olímpico | Prueba no incluida en el programa olímpico                  |
| Amberes 1920        | Robert Roth · Suiza                         | Nat Pendleton Estados Unidos               | Ernst Nilsson · SueciaFrederick Meyer · Estados Unidos      |
| París 1924          | Harry Steel Estados Unidos                  | Henri Wernli · Suiza                       | Archie MacDonald Reino Unido                                |
| Ámsterdam 1928      | Johan Richthoff · Suecia                    | Aukusti Sihvola · Finlandia                | Edmond Dame Francia                                         |
| Los Ángeles 1932    | Johan Richthoff · Suecia                    | John Riley Estados Unidos                  | Nickolaus Hirschl · Austria                                 |
| Berlín 1936         | Kristjan Palusalu Estonia                   | Josef Klapuch Checoslovaquia               | Hjalmar Nyström · Finlandia                                 |
| Londres 1948        | Gyula Bóbis · Hungría                       | Bertil Antonsson · Suecia                  | James Armstrong Australia                                   |
| Helsinki 1952       | Arsen Mekokishvili Unión Soviética          | Bertil Antonsson · Suecia                  | Kenneth Richmond Reino Unido                                |
| Melbourne 1956      | Hamit Kaplan Turquía                        | Hussein Mehmedov Bulgaria                  | Taisto Kangasniemi · Finlandia                              |
| Roma 1960           | Wilfried Dietrich · Equipo Alemán Unificado | Hamit Kaplan Turquía                       | Savkudz Dzarasov Unión Soviética                            |
| Tokio 1964          | Aleksandr Ivanitsky Unión Soviética         | Lyutvi Ahmedov Bulgaria                    | Hamit Kaplan Turquía                                        |
| México 1968         | Aleksandr Medved Unión Soviética            | Osman Duraliev Bulgaria                    | Wilfried Dietrich Alemania Occidental                       |
| Múnich 1972         | Ivan Yarygin Unión Soviética                | Khorloogiin Bayanmönkh Mongolia            | József Csatári · Hungría                                    |
| Montreal 1976       | Ivan Yarygin Unión Soviética                | Russell Hellickson Estados Unidos          | Dimo Kostov Bulgaria                                        |
| Moscú 1980          | Ilia Mate Unión Soviética                   | Slavcho Chervenkov Bulgaria                | Július Strnisko Checoslovaquia                              |
| Los Ángeles 1984    | Ludwig Banach Estados Unidos                | Joseph Atiyeh Siria                        | Vasile Pușcașu · Rumania                                    |
| Seúl 1988           | Vasile Pușcașu · Rumania                    | Leri Khabelov Unión Soviética              | William Scherr Estados Unidos                               |
| Barcelona 1992      | Leri Khabelov · Equipo Unificado            | Heiko Balz · Alemania                      | Ali Kayalı Turquía                                          |
| Atlanta 1996        | Kurt Angle Estados Unidos                   | Abbas Jadidi Irán                          | Arawat Sabejew · Alemania                                   |
| Sídney 2000         | Sagid Murtazaliev · Rusia                   | Islam Bairamukov · Kazajistán              | Eldar Kurtanidze Georgia                                    |
| Atenas 2004         | Khadzhimurat Gatsalov · Rusia               | Magomed Ibragimov · Uzbekistán             | Alireza Heidari · Irán                                      |
| Beijing 2008        | Shirvani Muradov · Rusia                    | Guiorgui Gogshelidze · Georgia             | Khetag Gazyumov · Azerbaiyán Michel Batista · Cuba          |
| Londres 2012        | Jake Varner · Estados Unidos                | Valeri Andritsev · Ucrania                 | Khetag Gazyumov · Azerbaiyán Guiorgui Gogshelidze · Georgia |
| Río de Janeiro 2016 | Kyle Snyder · Estados Unidos                | Khetag Gazyumov · Azerbaiyán               | Albert Saritov · Rumania Magomed Ibragimov · Uzbekistán     |
| Tokio 2020          | Abdulrashid Sadulayev · ROC                 | Kyle Snyder · Estados Unidos               | Reineris Salas · Cuba Abraham Conyedo · Italia              |
| París 2024          | Ajmed Tazhudinov · Baréin                   | Guivi Macharashvili · Georgia              | Maqomedxan Maqomedov · Azerbaiyán Amir Ali Azarpira · Irán  |

#### Peso Súper pesado
- +100 kg  (1972–1984)
- −130 kg (1988–2000)
- −120 kg (2004–2012)
- −125 kg (2016–presente)

| Edición             | Oro                                        | Plata                              | Bronce                                                        |
| ------------------- | ------------------------------------------ | ---------------------------------- | ------------------------------------------------------------- |
| Múnich 1972         | Aleksandr Medved · Unión Soviética         | Osman Duraliev · Bulgaria          | Chris Taylor · Estados Unidos                                 |
| Montreal 1976       | Soslan Andiyev · Unión Soviética           | József Balla · Hungría             | Ladislau Şimon · Rumania                                      |
| Moscú 1980          | Soslan Andiyev · Unión Soviética           | József Balla · Hungría             | Adam Sandurski · Polonia                                      |
| Los Ángeles 1984    | Bruce Baumgartner · Estados Unidos         | Robert Molle · Canadá              | Ayhan Taşkın · Turquía                                        |
| Seúl 1988           | Davit Gobedzhishvili · Unión Soviética     | Bruce Baumgartner · Estados Unidos | Andreas Schröder · Alemania Oriental                          |
| Barcelona 1992      | Bruce Baumgartner · Estados Unidos         | Jeffrey Thue · Canadá              | Davit Gobedzhishvili · Equipo Unificado                       |
| Atlanta 1996        | Mahmut Demir · Turquía                     | Aleksey Medvedev · Bielorrusia     | Bruce Baumgartner · Estados Unidos                            |
| Sídney 2000         | David Musulbes · Rusia                     | Artur Taymazov · Uzbekistán        | Alexis Rodríguez · Cuba                                       |
| Atenas 2004         | Artur Taymazov · Uzbekistán                | Alireza Rezaei · Irán              | Aydın Polatçı · Turquía                                       |
| Beijing 2008        | Bajtiyar Ajmedov · Rusia                   | David Musuľbes · Eslovaquia        | Disney Rodríguez · Cuba Marid Mutalimov · Kazajistán          |
| Londres 2012        | Komeil Ghasemi · Irán Bilial Májov · Rusia | medalla de plata no entregada      | Daulet Shabanbay · Kazajistán Tervel Dlagnev · Estados Unidos |
| Río de Janeiro 2016 | Taha Akgül · Turquía                       | Komeil Ghasemi · Irán              | Ibrahim Saidau · Bielorrusia Geno Petriashvili · Georgia      |
| Tokio 2020          | Gable Steveson · Estados Unidos            | Geno Petriashvili · Georgia        | Amir Hossein Zare · Irán Taha Akgül · Turquía                 |
| París 2024          | Gueno Petriashvili · Georgia               | Amir Hossein Zare · Irán           | Giorgi Meşvildişvili · Azerbaiyán Taha Akgül · Turquía        |

### Mujeres

#### Peso mosca
- 48 kg: 2004–2016
- 50 kg: 2020–presente

| Edición             | Oro                                | Plata                               | Bronce                                                         |
| ------------------- | ---------------------------------- | ----------------------------------- | -------------------------------------------------------------- |
| Atenas 2004         | Iryna Merleni · Ucrania            | Chiharu Icho · Japón                | Patricia Miranda · Estados Unidos                              |
| Beijing 2008        | Carol Huynh · Canadá               | Chiharu Icho · Japón                | Mariya Stadnik · AzerbaiyánIryna Merleni · Ucrania             |
| Londres 2012        | Hitomi Obara · Japón               | Mariya Stadnik · Azerbaiyán         | Carol Huynh · CanadáClarissa Chun · Estados Unidos             |
| Río de Janeiro 2016 | Eri Tosaka · Japón                 | Mariya Stadnik · Azerbaiyán         | Elitsa Yankova · BulgariaSun Yanan · República Popular China   |
| Tokio 2020          | Yui Susaki · Japón                 | Sun Yanan · República Popular China | Mariya Stadnik · Azerbaiyán Sarah Hildebrandt · Estados Unidos |
| París 2024          | Sarah Hildebrandt · Estados Unidos | Yusneylis Guzmán · Cuba             | Yui Susaki · Japón Feng Ziqi · República Popular China         |

#### Peso gallo
- 53 kg: 2016–presente

| Edición             | Oro                             | Plata                                 | Bronce                                                                 |
| ------------------- | ------------------------------- | ------------------------------------- | ---------------------------------------------------------------------- |
| Río de Janeiro 2016 | Helen Maroulis · Estados Unidos | Saori Yoshida · Japón                 | Nataliya Sinişin · AzerbaiyánSofia Mattsson · Suecia                   |
| Tokio 2020          | Mayu Mukaida · Japón            | Pang Qianyu · República Popular China | Vanesa Kaladzinskaya · Bielorrusia Bat-Ochiryn Bolortuyaa · Mongolia   |
| París 2024          | Akari Fujinami · Japón          | Lucía Yépez Guzmán · Ecuador          | Choe Hyo-Gyong · Corea del Norte Pang Qianyu · República Popular China |

#### Peso ligero
- 55 kg: 2004–2012
- 58 kg: 2016
- 57 kg: 2020–presente

| Edición             | Oro                     | Plata                           | Bronce                                                               |
| ------------------- | ----------------------- | ------------------------------- | -------------------------------------------------------------------- |
| Atenas 2004         | Saori Yoshida · Japón   | Tonya Verbeek · Canadá          | Anna Gomis · Francia                                                 |
| Beijing 2008        | Saori Yoshida · Japón   | Xu Li · República Popular China | Tonya Verbeek · CanadáJackeline Rentería · Colombia                  |
| Londres 2012        | Saori Yoshida · Japón   | Tonya Verbeek · Canadá          | Yuliya Ratkevich · AzerbaiyánJackeline Rentería · Colombia           |
| Río de Janeiro 2016 | Kaori Icho · Japón      | Valeria Koblova · Rusia         | Sakshi Malik · India Marwa Amri · Túnez                              |
| Tokio 2020          | Risako Kawai · Japón    | Iryna Kurachkina · Bielorrusia  | Evelina Nikolova · Bulgaria Helen Maroulis · Estados Unidos          |
| París 2024          | Tsugumi Sakurai · Japón | Anastasia Nichita · Moldavia    | Helen Maroulis · Estados Unidos Hong Kexin · República Popular China |

#### Peso medio
- 63 kg: 2004–2016
- 62 kg: 2020–presente

| Edición             | Oro                   | Plata                                 | Bronce                                                      |
| ------------------- | --------------------- | ------------------------------------- | ----------------------------------------------------------- |
| Atenas 2004         | Kaori Icho · Japón    | Sara McMann · Estados Unidos          | Lise Legrand · Francia                                      |
| Beijing 2008        | Kaori Icho · Japón    | Aliona Kartashova · Rusia             | Yelena Shalyguina · KazajistánRandi Miller · Estados Unidos |
| Londres 2012        | Kaori Icho · Japón    | Jing Ruixue · República Popular China | Soronzonboldyn Battsetseg · MongoliaLiubov Volosova · Rusia |
| Río de Janeiro 2016 | Risako Kawai · Japón  | Maryia Mamashuk · Bielorrusia         | Yekaterina Larionova · KazajistánMonika Michalik · Polonia  |
| Tokio 2020          | Yukako Kawai · Japón  | Aisuluu Tynybekova · Kirguistán       | Taibe Yusein · Bulgaria Iryna Koliadenko · Ucrania          |
| París 2024          | Sakura Motoki · Japón | Iryna Koliadenko · Ucrania            | Aisuluu Tynybekova · Kirguistán Grace Bullen · Noruega      |

#### Peso semipesado
- 69 kg: 2016
- 68 kg: 2020–presente

| Edición             | Oro                            | Plata                             | Bronce                                                      |
| ------------------- | ------------------------------ | --------------------------------- | ----------------------------------------------------------- |
| Río de Janeiro 2016 | Sara Dosho · Japón             | Natalia Vorobiova · Rusia         | Elmira Syzdykova · KazajistánJenny Fransson · Suecia        |
| Tokio 2020          | Tamyra Mensah · Estados Unidos | Blessing Oborududu · Nigeria      | Meerim Zhumanazarova · Kirguistán Alla Cherkasova · Ucrania |
| París 2024          | Amit Elor · Estados Unidos     | Meerim Zhumanazarova · Kirguistán | Buse Tosun · Turquía Nonoka Ozaki · Japón                   |

#### Peso pesado
- 72 kg: 2004–2012
- 75 kg: 2016
- 76 kg: 2020–presente

| Edición             | Oro                                 | Plata                           | Bronce                                                           |
| ------------------- | ----------------------------------- | ------------------------------- | ---------------------------------------------------------------- |
| Atenas 2004         | Wang Xu · República Popular China   | Guzel Manyurova · Rusia         | Kyoko Hamaguchi · Japón                                          |
| Beijing 2008        | Wang Jiao · República Popular China | Stanka Zlateva · Bulgaria       | Kyoko Hamaguchi · JapónAgnieszka Wieszczek · Polonia             |
| Londres 2012        | Natalia Vorobiova · Rusia           | Stanka Zlateva · Bulgaria       | Guzel Manyurova · KazajistánMaider Unda · España                 |
| Río de Janeiro 2016 | Erica Wiebe · Canadá                | Guzel Manyurova · Kazajistán    | Zhang Fengliu · República Popular ChinaYekaterina Bukina · Rusia |
| Tokio 2020          | Aline Rotter-Focken · Alemania      | Adeline Gray · Estados Unidos   | Zhou Qian · República Popular ChinaYasemin Adar · Turquía        |
| París 2024          | Yuka Kagami · Japón                 | Kennedy Blades · Estados Unidos | Milaymis Marín Potrillé · Cuba Tatiana Rentería · Colombia       |

## Eventos descontinuados

### Hombres

#### Peso mosca ligero
- 47.6 kg: 1904
- 48 kg: 1972–1996

| Edición          | Oro                                        | Plata                                      | Bronce                                     |
| ---------------- | ------------------------------------------ | ------------------------------------------ | ------------------------------------------ |
| St. Louis 1904   | Robert Curry Estados Unidos                | John Hein Estados Unidos                   | Gustav Thiefenthaler Estados Unidos        |
| 1908–1968        | Prueba no incluida en el programa olímpico | Prueba no incluida en el programa olímpico | Prueba no incluida en el programa olímpico |
| Múnich 1972      | Roman Dmitriyev Unión Soviética            | Ognyan Nikolov Bulgaria                    | Ebrahim Javadi Irán                        |
| Montreal 1976    | Hasan Isaev Bulgaria                       | Roman Dmitriyev Unión Soviética            | Akira Kudo Japón                           |
| Moscú 1980       | Claudio Pollio · Italia                    | Jang Se-Hong Corea del Norte               | Sergei Kornilayev Unión Soviética          |
| Los Ángeles 1984 | Robert Weaver Estados Unidos               | Takashi Irie Japón                         | Son Gab-Do Corea del Sur                   |
| Seúl 1988        | Takashi Kobayashi Japón                    | Ivan Tsonov Bulgaria                       | Serguéi Karamchakov Unión Soviética        |
| Barcelona 1992   | Kim Il-Ong Corea del Norte                 | Kim Jong-shin Corea del Sur                | Vugar Orujov · Equipo Unificado            |
| Atlanta 1996     | Kim Il-Ong Corea del Norte                 | Armen Mkrtchyan Armenia                    | Alexis Vila · Cuba                         |

#### Peso mosca
- 52.16 kg: 1904
- 52 kg: 1948–1996
- 54 kg: 2000

| Edición          | Oro                                        | Plata                                      | Bronce                                     |
| ---------------- | ------------------------------------------ | ------------------------------------------ | ------------------------------------------ |
| St. Louis 1904   | George Mehnert Estados Unidos              | Gustave Bauer Estados Unidos               | William Nelson Estados Unidos              |
| 1908–1936        | Prueba no incluida en el programa olímpico | Prueba no incluida en el programa olímpico | Prueba no incluida en el programa olímpico |
| Londres 1948     | Lennart Viitala · Finlandia                | Halit Balamir Turquía                      | Thure Johansson · Suecia                   |
| Helsinki 1952    | Hasan Gemici Turquía                       | Yushu Kitano Japón                         | Mahmoud Mollaghasemi Irán                  |
| Melbourne 1956   | Mirian Tsalkalamanidze Unión Soviética     | Mohamad Ali Joyastehpur Irán               | Hüseyin Akbaş Turquía                      |
| Roma 1960        | Ahmet Bilek Turquía                        | Masayuki Matsubara Japón                   | Ebrahim Seifpour Irán                      |
| Tokio 1964       | Yoshikatsu Yoshida Japón                   | Chang Chang-Sun Corea del Sur              | Ali Akbar Heidari Irán                     |
| México 1968      | Shigeo Nakata Japón                        | Richard Sanders Estados Unidos             | Chimedbazaryn Damdinsharav Mongolia        |
| Múnich 1972      | Kiyomi Kato Japón                          | Arsen Alakhverdiyev Unión Soviética        | Kim Gwong-Hyong Corea del Norte            |
| Montreal 1976    | Yuji Takada Japón                          | Alexander Ivanov Unión Soviética           | Jeon Hae-Sup Corea del Sur                 |
| Moscú 1980       | Anatoli Beloglazov Unión Soviética         | Władysław Stecyk · Polonia                 | Nermedin Selimov Bulgaria                  |
| Los Ángeles 1984 | Šaban Trstena Yugoslavia                   | Kim Jong-Kyu Corea del Sur                 | Yuji Takada Japón                          |
| Seúl 1988        | Mitsuru Sato Japón                         | Šaban Trstena Yugoslavia                   | Vladimir Toguzov Unión Soviética           |
| Barcelona 1992   | Ri Hak-son Corea del Norte                 | Zeke Jones Estados Unidos                  | Valentin Yordanov Bulgaria                 |
| Atlanta 1996     | Valentin Yordanov Bulgaria                 | Namig Abdullayev Azerbaiyán                | Maulen Mamyrov · Kazajistán                |
| Sídney 2000      | Namig Abdullayev Azerbaiyán                | Samuel Henson Estados Unidos               | Amiran Kardanov · Grecia                   |

#### Peso pluma
- 61.33 kg: 1904
- 60.30 kg: 1908
- 61 kg: 1920–1936
- 63 kg: 1948–1968
- 62 kg: 1972–1996
- 63 kg: 2000
- 60 kg: 2004–2012

| Edición          | Oro                                        | Plata                                      | Bronce                                               |
| ---------------- | ------------------------------------------ | ------------------------------------------ | ---------------------------------------------------- |
| St. Louis 1904   | Benjamin Bradshaw Estados Unidos           | Theodore McLear Estados Unidos             | Charles Clapper Estados Unidos                       |
| Londres 1908     | George Dole Estados Unidos                 | James Slim Reino Unido                     | William McKie Reino Unido                            |
| Estocolmo 1912   | Prueba no incluida en el programa olímpico | Prueba no incluida en el programa olímpico | Prueba no incluida en el programa olímpico           |
| Amberes 1920     | Charles Ackerly Estados Unidos             | Samuel Gerson Estados Unidos               | Philip Bernard Reino Unido                           |
| París 1924       | Robin Reed Estados Unidos                  | Chester Newton Estados Unidos              | Katsutoshi Naito Japón                               |
| Ámsterdam 1928   | Allie Morrison Estados Unidos              | Kustaa Pihlajamäki · Finlandia             | Hans Minder · Suiza                                  |
| Los Ángeles 1932 | Hermanni Pihlajamäki · Finlandia           | Edgar Nemir Estados Unidos                 | Einar Karlsson · Suecia                              |
| Berlín 1936      | Kustaa Pihlajamäki · Finlandia             | Francis Millard Estados Unidos             | Gösta Frändfors · Suecia                             |
| Londres 1948     | Gazanfer Bilge Turquía                     | Ivar Sjölin · Suecia                       | Adolf Müller · Suiza                                 |
| Helsinki 1952    | Bayram Şit Turquía                         | Nasser Givehchi Irán                       | Josiah Henson Estados Unidos                         |
| Melbourne 1956   | Shozo Sasahara Japón                       | Joseph Mewis · Bélgica                     | Erkki Penttilä · Finlandia                           |
| Roma 1960        | Mustafa Dağıstanlı Turquía                 | Stancho Kolev Bulgaria                     | Vladimir Rubashvili Unión Soviética                  |
| Tokio 1964       | Osamu Watanabe Japón                       | Stancho Kolev Bulgaria                     | Nodar Khokhashvili Unión Soviética                   |
| México 1968      | Masaaki Kaneko Japón                       | Enyu Todorov Bulgaria                      | Shamseddin Seyed-Abbasi Irán                         |
| Múnich 1972      | Zagalav Abdulbekov Unión Soviética         | Vehbi Akdağ Turquía                        | Ivan Krastev Bulgaria                                |
| Montreal 1976    | Yang Jung-Mo Corea del Sur                 | Zevegiin Oidov Mongolia                    | Eugene Davis Estados Unidos                          |
| Moscú 1980       | Magomedgasan Abushev Unión Soviética       | Miho Dukov Bulgaria                        | Georgios Hatziioannidis · Grecia                     |
| Los Ángeles 1984 | Randall Lewis Estados Unidos               | Kosei Akaishi Japón                        | Lee Jung-Keun Corea del Sur                          |
| Seúl 1988        | John Smith Estados Unidos                  | Stepan Sarkisyan Unión Soviética           | Simeon Shterev Bulgaria                              |
| Barcelona 1992   | John Smith Estados Unidos                  | Askari Mohammadian Irán                    | Lázaro Reinoso · Cuba                                |
| Atlanta 1996     | Thomas Brands Estados Unidos               | Jang Jae-sung Corea del Sur                | Elbrus Tedeyev · Ucrania                             |
| Sídney 2000      | Murad Umakhanov · Rusia                    | Serafim Barzakov Bulgaria                  | Jang Jae-sung Corea del Sur                          |
| Atenas 2004      | Yandro Quintana · Cuba                     | Masoud Mostafa-Jokar Irán                  | Kenji Inoue Japón                                    |
| Beijing 2008     | Mavlet Batirov · Rusia                     | Kenichi Yumoto Japón                       | Morad Mohammadi · IránBazar Bazarguruev · Kirguistán |
| Londres 2012     | Toghrul Asgarov Azerbaiyán                 | Besik Kudukhov · Rusia                     | Yogeshwar Dutt IndiaColeman Scott Estados Unidos     |

#### Peso semipesado
- 80 kg: 1920
- 87 kg: 1924–1960
- 97 kg: 1964–1968
- 90 kg: 1972–1996

| Edición          | Oro                                     | Plata                              | Bronce                                |
| ---------------- | --------------------------------------- | ---------------------------------- | ------------------------------------- |
| Amberes 1920     | Anders Larsson · Suecia                 | Charles Courant · Suiza            | Walter Maurer · Estados Unidos        |
| París 1924       | John Spellman · Estados Unidos          | Rudolf Svensson · Suecia           | Charles Courant · Suiza               |
| Ámsterdam 1928   | Thure Sjöstedt · Suecia                 | Arnold Bögli · Suiza               | Henri Lefèbre · Francia               |
| Los Ángeles 1932 | Peter Mehringer\| · Estados Unidos      | Thure Sjöstedt · Suecia            | Eddie Scarf · Australia               |
| Berlín 1936      | Knut Fridell · Suecia                   | August Neo · Estonia               | Erich Siebert · Alemania              |
| Londres 1948     | Henry Wittenberg · Estados Unidos       | Fritz Stöckli · Suiza              | Bengt Fahlqvist · Suecia              |
| Helsinki 1952    | Viking Palm · Suecia                    | Henry Wittenberg · Estados Unidos  | Adil Atan · Turquía                   |
| Melbourne 1956   | Gholamreza Takhti · Irán                | Boris Kulayev · Unión Soviética    | Peter Blair · Estados Unidos          |
| Roma 1960        | İsmet Atlı · Turquía                    | Gholamreza Takhti · Irán           | Anatoly Albul · Unión Soviética       |
| Tokio 1964       | Aleksandr Medved · Unión Soviética      | Ahmet Ayık · Turquía               | Said Mustafov · Bulgaria              |
| México 1968      | Ahmet Ayık · Turquía                    | Shota Lomidze · Unión Soviética    | József Csatári · Hungría              |
| Múnich 1972      | Ben Peterson · Estados Unidos           | Gennadi Strakhov · Unión Soviética | Károly Bajkó · Hungría                |
| Montreal 1976    | Levan Tediashvili · Unión Soviética     | Ben Peterson · Estados Unidos      | Stelică Morcov · Rumania              |
| Moscú 1980       | Sanasar Oganisyan · Unión Soviética     | Uwe Neupert · Alemania Oriental    | Aleksander Cichoń · Polonia           |
| Los Ángeles 1984 | Edward Banach · Estados Unidos          | Akira Ota · Japón                  | Noel Loban · Reino Unido              |
| Seúl 1988        | Makharbek Khadartsev · Unión Soviética  | Akira Ota · Japón                  | Kim Tae-Woo · Corea del Sur           |
| Barcelona 1992   | Makharbek Khadartsev · Equipo Unificado | Kenan Şimşek · Turquía             | Christopher Campbell · Estados Unidos |
| Atlanta 1996     | Rasoul Khadem · Irán                    | Makharbek Khadartsev · Rusia       | Eldar Kurtanidze · Georgia            |